# Douglas Stuart
Douglas Cecil Rees Stuart, född 1 mars 1885 i Kingston-upon-Thames, död 1969 i Marseilles, var en brittisk roddare.
Stuart blev olympisk bronsmedaljör i åtta med styrman vid sommarspelen 1908 i London.